# 938
938 (CMXXXVIII) var ett normalår som började en måndag i den julianska kalendern.

## Händelser

### Okänt datum
- Liaodynastin övertar Peking; och förlägger sitt södra palats till Nanjing.
- Slaget vid Bach Dang: Vietnam erhåller självständighet från Kina.

## Födda
- Al-Mansur Ibn Abi Aamir, de facto härskare av Al-Andalus.
- Butuga II, härskare av Västra Ganga.
- Romanos II, kejsare av Bysantinska riket.

## Avlidna
- Hasetsukabe no Koharumaru, japansk spion.